# Anfang
『Anfang』（アンファン）は、2018年5月2日に発売されたRoseliaの1枚目のアルバムである。
Roseliaは、ブシロードのメディアミックスプロジェクトBanG Dream!から誕生したユニットであり、キャラクターを演じる声優たちがその役に合わせてパフォーマンスをする「リアルバンド」として位置づけられている。
タイトルの「Anfang」はドイツ語で「始まり」を意味する単語であり、リーダー兼ボーカル・湊友希那役の相羽あいなは納得がいったと超!アニメディアとのインタビューの中で話している。
同バンドの今井リサ役の遠藤ゆりかは同年5月13日開催のライブ『BanG Dream! 5th☆LIVE』をもってRoseliaの卒業ならびに同役の声優変更が決定しており、遠藤の楽曲参加は今作で最後となる。
CDは5thシングルまでの収録曲を全て網羅しており、アルバム用新曲は「Neo-Aspect」と「Legendary」の2曲である。

## 収録内容

### CD（生産限定盤・通常盤共通）
1. Neo-Aspect
  - アルバム用新曲。
2. BLACK SHOUT
  - 1stシングル表題曲[6]。
3. Opera of the wasteland
  - 5thシングル表題曲[5]。
4. 陽だまりロードナイト
  - 2ndシングルカップリング曲。
5. ONENESS
  - 4thシングル表題曲。
6. Re:birth day
  - 2ndシングル表題曲[9]。
7. Legendary
  - アルバム用新曲。
  - テレビアニメ『カードファイト!! ヴァンガード（中・高校生編）』オープニングテーマに起用された[6]。
8. -HEROIC ADVENT-
  - 3rdシングルカップリング曲。
  - テレビ東京系アニメ『カードファイト!! ヴァンガードG Z』エンディングテーマ[10]。
9. Determination Symphony
  - 4thシングルカップリング。
10. 熱色スターマイン
  - 3rdシングル表題曲。
11. 軌跡
  - 5thシングルカップリング曲。
12. LOUDER
  - 1stシングルカップリング曲[11]。

### Blu-ray（生産限定盤のみ）
Roselia 1st Live「Rosenlied」ライブ映像（2017年6月30日、Shibuya duo）
1. BLACK SHOUT
2. 魂のルフラン（OA：高橋洋子）
3. Hacking to the Gate（OA：いとうかなこ）
4. ETERNAL BLAZE（OA：水樹奈々）
5. 陽だまりロードナイト
6. Re:birth day
7. LOUDER
8. 魂のルフラン
9. BLACK SHOUT

Roselia 2nd Live「Zeit」ライブ映像（2017年10月8日、幕張メッセ イベントホール）
1. BLACK SHOUT
2. LOUDER
3. 魂のルフラン（OA：高橋洋子）
4. Hacking to the Gate（OA：いとうかなこ）
5. Determination Symphony
6. Re:birth day
7. ETERNAL BLAZE（OA：水樹奈々）
8. 陽だまりロードナイト
9. －HEROIC ADVENT－
10. 熱色スターマイン
11. Re:birth day
12. BLACK SHOUT

### 楽曲クレジット
| 出典：全作詞: 織田あすか（Elements Garden）、全編曲: 藤永龍太郎（Elements Garden）。 |                            |                               |                               |
| #                                                                                    | タイトル                   | 作詞                          | 作曲                          |
| 1.                                                                                   | 「Neo-Aspect」             | 織田あすか（Elements Garden） | 藤永龍太郎（Elements Garden） |
| 2.                                                                                   | 「BLACK SHOUT」            | 織田あすか（Elements Garden） | 上松範康（Elements Garden）   |
| 3.                                                                                   | 「Opera of the wasteland」 | 織田あすか（Elements Garden） | 藤永龍太郎（Elements Garden） |
| 4.                                                                                   | 「陽だまりロードナイト」   | 織田あすか（Elements Garden） | 藤永龍太郎（Elements Garden） |
| 5.                                                                                   | 「ONENESS」                | 織田あすか（Elements Garden） | 上松範康（Elements Garden）   |
| 6.                                                                                   | 「Re:birth day」           | 織田あすか（Elements Garden） | 藤永龍太郎（Elements Garden） |
| 7.                                                                                   | 「Legendary」              | 織田あすか（Elements Garden） | 上松範康（Elements Garden）   |
| 8.                                                                                   | 「-HEROIC ADVENT-」        | 織田あすか（Elements Garden） | 藤田淳平（Elements Garden）   |
| 9.                                                                                   | 「Determination Symphony」 | 織田あすか（Elements Garden） | 藤永龍太郎（Elements Garden） |
| 10.                                                                                  | 「熱色スターマイン」       | 織田あすか（Elements Garden） | 上松範康（Elements Garden）   |
| 11.                                                                                  | 「軌跡」                   | 織田あすか（Elements Garden） | 藤永龍太郎（Elements Garden） |
| 12.                                                                                  | 「LOUDER」                 | 織田あすか（Elements Garden） | 藤永龍太郎（Elements Garden） |

## 演奏
- 藤永龍太郎
  - Guitar (#1.3-12)
  - Keyboards, All Other Instruments & Programming (全曲)
- Kei Nakamura：Bass (全曲)
- Shohei：Drums (#1.2.4.5.6.8-12)
- 加納望：Guitar (#2)
- 山内“masshoi”優：Drums (#3.7)

## ミュージックビデオ
シングル収録曲以外の楽曲の内、「Neo-Aspect」はミュージックビデオが公開されている。同楽曲のミュージックビデオはアニメーションが用いられており、教会のようなセットが登場するほか、万華鏡を想起させる演出も取られている。

## 販売
本作は通常盤（BRMM-10122）とBlu-ray付生産限定盤（BRMM-10121）の二種類が発売された。このうち、生産限定盤には、2017年6月30日にShibuya duoで開催された1stライブ「Rosenlied」および、同年10月8日に幕張メッセ イベントホールで開催された2ndライブ「Zeit」のライブ映像を収録した2枚組のBlu-rayのほか、フォトブックレットが付属する。
また、両盤共通の初回生産特典として、レンチュラーカード（全6種の内ランダムで1枚）とカードファイト!! ヴァンガードPRカード（全5種の内ランダムで1枚）および先着特典としてバックステージ風ステッカー（全6種の内ランダムで1枚）が封入されている。
また、CD発売に先駆け、4月23日からはiTunesでの先行予約が行われた。

## チャート成績
2018年5月14日付オリコン・週間アルバムチャートで週間2位、週間デジタルアルバムで週間1位を記録し、それぞれ初週に約2.5万枚、5510ダウンロードを売り上げた。なお、週間3位以内およびデジタルアルバム週間1位を獲得するのは、プロジェクトおよびユニットを通して今作が初である。また、2018年5月時点でのプロジェクト関連作品の最高順位であったPastel*Palettesのシングル「しゅわりん☆どり〜みん」の週間4位も更新した。
加えて、ハイレゾ音楽配信サービス「e-onkyo music」の週間ダウンロードランキング(2018年5月4日 - 10日)およびiTunes 週間アルバム・ランキング（2018年4月30日 - 5月6日）においても1位を獲得した。